# Кюжі (Фрібур)
Кюжі (фр. Cugy) — громада  в Швейцарії в кантоні Фрібур, округ Бруа.

## Географія
Громада розташована на відстані близько 45 км на захід від Берна, 20 км на захід від Фрібура.
Кюжі має площу 9,9 км², з яких на 10,5% дозволяється будівництво (житлове та будівництво доріг), 69,9% використовуються в сільськогосподарських цілях, 19,5% зайнято лісами, 0,1% не є продуктивними (річки, льодовики або гори).

## Демографія
2019 року в громаді мешкало 1767 осіб (+24,7% порівняно з 2010 роком), іноземців було 16,4%. Густота населення становила 179 осіб/км².
За віковим діапазоном населення розподілялося таким чином: 22,8% — особи молодші 20 років, 61,1% — особи у віці 20—64 років, 16,1% — особи у віці 65 років та старші. Було 724 помешкань (у середньому 2,4 особи в помешканні).
Із загальної кількості 383 працюючих 102 було зайнятих в первинному секторі, 149 — в обробній промисловості, 132 — в галузі послуг.